# Хеликон (премия)
Премия книготорговой компании «Хеликон» (болг. Наградата за съвременна българска художествена проза «Хеликон») учреждена в 2002 году и вручается ежегодно за художественные произведения на болгарском языке, изданные в соответствующем году. Победитель получает статуэтку орла и денежный приз от 3000 левов. Дизайн статуэтки разработал писатель Евгений Кузманов. Решение принимает жюри премии, состоящее из пяти человек.
В 2007 году была вручена также награда за документальное произведение; первым лауреатом стал Веселин Бранев за книгу «Следеният човек». В 2008 году премию за документальное произведение была вручена второй (и последний) раз — журналистке Ивайле Александровой за книгу «Горещо червено».

### Список лауреатов
| №  | Год  | Жюри | Лауреаты                                                           |
| -- | ---- | --- | ------------------------------------------------------------------ |
| 1  | 2002 | Председатель жюри — Михаил Неделчев, члены — Бойко Ламбовски, Митко Новков, Пламен Дойнов и Марин Бодаков     | Алек Попов, сборник рассказов «Ниво за напреднали»                 |
| 2  | 2003 | Председатель — Бойко Ламбовски, члены — Георги Борисов, Алек Попов, Крестю Крестев и Георги Чаталбашев        | Константин Илиев, роман «Поражението»                              |
| 3  | 2004 | Председатель — Бойко Ламбовски, члены — Георги Борисов, Алек Попов, Крестю Крестев и Георги Чаталбашев        | Деян Енев, сборник рассказов «Господи, помилуй»                    |
| 4  | 2005 | Председатель — Георги Борисов, члены — Бойко Ламбовски, Алек Попов, Крестю Крестев и Георги Чаталбашев        | Виктор Пасков, роман «Аутопсия на една любов»                      |
| 5  | 2006 | Председатель — Георги Борисов, члены — Деян Енев, Бойко Ламбовски, Галина Спасова и Йордан Ефтимов.           | Елена Алексиева, сборник рассказов «Читателска група 31»           |
| 6  | 2007 | Председатель — Георги Борисов, члены — Милена Кирова, Галина Спасова, Владимир Трендафилов и Йордан Ефтимов   | Емил Андреев, роман «Проклятието на жабата»                        |
| 7  | 2008 | Председатель — Боряна Христова, члены — Николай Аретов, Пётр Волгин, Румяна Пашалийска и Йордан Ефтимов       | Момчил Николов, роман «Кръглата риба»                              |
| 8  | 2009 | Председатель — Цветан Ракёвски, члены — Иво Сиромахов, Златомир Златанов, Михаил Вешим и Йордан Ефтимов       | Захари Карабашлиев, сборник рассказов «Кратка история на самолета» |
| 9  | 2010 | Председатель — Юри Лазаров, члены — Цветан Ракьовски, Аглика Георгиева, Бойко Ламбовски и Йордан Ефтимов      | Росица Ташева, роман «Колкото до шотландеца»                       |
| 10 | 2011 | Председатель — Георги Лозанов, члены — Ани Илков, Юри Лазаров, Йордан Попов и Йордан Ефтимов                  | Васил Георгиев, сборник рассказов «Деград»                         |
| 11 | 2012 | Председатель — Юри Лазаров, члены — Калин Донков, Кристин Димитрова, Андрей Захариев и Йордан Ефтимов         | Христо Карастоянов, роман «Името»                                  |
| 12 | 2013 | Председатель — Калин Донков, члены — Юри Лазаров, Кристин Димитрова, Андрей Захариев и Бойко Ламбовски        | Алек Попов, роман «Сестри Палавееви»                               |
| 13 | 2014 | Председатель — Калин Донков, члены — Юри Лазаров, Кристин Димитрова, Андрей Захариев и Бойко Ламбовски        | Христо Карастоянов, роман «Една и съща нощ»                        |
| 14 | 2015 | Председатель — Калин Донков, члены — Веселина Седларска, Бойко Ламбовски, Светлозар Желев и Юри Лазаров       | Недялко Славов, роман «432 херца»                                  |
| 15 | 2016 | Председатель — Димитр Шумналиев, члены Албена Стамболова, Катя Атанасова, Анри Кулев и Юри Лазаров            | Недялко Славов романа «Камбаната»                                  |
| 16 | 2017 | Председатель — Димитр Шумналиев, члены Албена Стамболова, Катя Атанасова, Валери Стефанов и Юри Лазаров       | Владимир Полеганов роман „Другият сън“                             |
| 17 | 2018 | Председатель — Димитр Шумналиев, члены — Албена Стамболова, Катя Атанасова, Валери Стефанов и Бойко Ламбовски | награда не присуждалась                                            |